# Kim Hill (piosenkarka chrześcijańska)
Kim Hill (ur. 30 grudnia 1963 w Greenville, Missisipi) – amerykańska piosenkarka chrześcijańska.

## Dyskografia
- 1988: Kim Hill
- 1989: Talk About Life
- 1992: Brave Heart
- 1994: So Far So Good
- 1994: Testimony
- 1997: Fire Again
- 1998: Arms of Mercy
- 1998: Renewing the Heart Live
- 1999: Renewing the Heart:For Such a Time as This
- 1999: Signature Songs
- 2003: Surrounded By Mercy
- 2004: Real Christmas
- 2005: Simply Kim Hill
- 2005: Hope No Matter What
- 2006: Broken Things
- 2007: Surrender